# IC 3940
IC 3940 ist eine Spiralgalaxie vom Hubble-Typ Sa im Sternbild Canes Venatici am Nordsternhimmel. Sie ist schätzungsweise 500 Millionen Lichtjahre von der Milchstraße entfernt und hat einen Durchmesser von etwa 60.000 Lj.
Im selben Himmelsareal befinden sich u. a. die Galaxien NGC 4846, IC 3966, IC 3967, IC 4028.
Das Objekt wurde am 21. März 1903 von Max Wolf entdeckt.